# Echinosaura sulcarostrum
Espèce
Echinosaura sulcarostrum est une espèce de sauriens de la famille des Gymnophthalmidae.

## Répartition
Cette espèce est endémique du Guyana.

## Publication originale
- Donnelly, MacCulloch, Ugarte & Kizirian, 2006 : A New Riparian Gymnophthalmid (Squamata) from Guyana. Copeia, vol. 2006, no 3, p. 396-403.